# Mistrovství Evropy v plaveckých sportech 1958
Mistrovství Evropy v plaveckých sportech za rok 1958 proběhlo v Budapešti, Maďarsko ve dnech 31. srpna až 6. září 1958.
Soutěže
- Plavání
- Skoky do vody
- Vodní pólo